# Cartas de Angola
Cartas de Angola (Portugiesisch für: Briefe aus Angola) ist ein Dokumentarfilm der portugiesischen Regisseurin Dulce Fernandes aus dem Jahr 2011.

## Handlung
Der Film zeigt Menschen in Kuba, die im angolanischen Bürgerkrieg zwischen 1975 und 1991 als Soldaten, als Lehrer und in medizinischen Berufen in Angola waren. Deren Erinnerungen verbindet die Regisseurin hier mit den Erfahrungen ihrer eigenen Familie, die vor dem ausbrechenden Bürgerkrieg nach der Unabhängigkeit Angolas (1975) von dort als sogenannte Retornados nach Portugal flohen.
Die Kubanerinnen und Kubaner zeigen sich bis heute tief geprägt von ihren Erfahrungen in Angola, singen die alten angolanischen Widerstandslieder und erinnern sich sowohl an traumatische Bürgerkriegserlebnisse als auch an enge menschliche Beziehungen zu den Menschen in Angola. Auch die nach Portugal geflohenen Portugiesen berichten von ihren traumatischen Erlebnissen und ihren Erinnerungen an ihre einstige Heimat Angola.
So ist der Film auch eine Reflexion über das menschliche Individuum inmitten von historischen Veränderungen.

## Produktion und Rezeption
Der Film wurde von der portugiesischen Produktionsgesellschaft Real Ficção (Rui Simões) und der angolanischen Produktionsfirma Dreadlocks (António dos Reis) produziert, mit finanzieller Unterstützung der portugiesischen Filmförderungsanstalt ICA, des portugiesischen öffentlich-rechtlichen Fernsehens RTP und des MEDIA-Programms der EU.
Der Film hatte am 22. Oktober 2011 beim Doclisboa-Filmfestival in Lissabon Premiere und kam am 17. Mai 2012 in Portugal in die Kinos. 2013 war der Film bei den portugiesischen Filmpreisen Prémios Sophia in der Kategorie bester Dokumentarfilm nominiert.
Cartas de Angola erschien 2012 als DVD bei Real Ficção in Portugal.